# セイヨウトネリコ
セイヨウトネリコ（学名: Fraxinus excelsior）は、モクセイ科トネリコ属の被子植物の1種である。

## 分布
スカンジナビア半島の北部、イベリア半島の南部を除く、スペインからロシアにかけてのヨーロッパ全般に分布する。またトルコ北部からコーカサス地方あるいはアルボルズ山脈にかけての西アジア北部にも分布している。ノルウェイのトロンヘイム湾地域がこの種の最北の自生地である 。ヨーロッパの温暖な地域、標高1500メートルまでの丘陵地、平野、沿岸地帯に自生する。
本種は広範囲に栽培されており、ニュージーランドやアメリカおよびカナダの入植地(ノバスコシア州、ニューブランズウィック州、ケベック州、マサチューセッツ州、コネチカット州、ニューヨーク州、ニュージャージー州、メリーランド州、オンタリオ州、オハイオ州、ケンタッキー州、ブリティッシュコロンビア州)では帰化種となっている。

## 形態
セイヨウトネリコは、落葉樹であり、ドーム状の樹冠を生成する。樹高20 - 35メートル (m) 、大きなものでは45 m、直径2 mにも達する。寒さに強く、生長が早い。樹皮は、若木のうちは滑らかで青灰色であるが、年を経るにつれて厚くなり、縦方向にひびが入る。新梢は丈夫であり、漆黒の緑色を伴った灰色である。葉は長さ20-35cmであり、羽状複葉である。小葉は、7-13葉、小葉は3-12cmである。幅長さ0.8-3cmである。
葉はしばしば春の終わりごろに展葉し、秋の初めごろに落葉する。紅葉はせず、暗い緑色で落葉する。花は展葉前に咲き、雌花は雄花より長く咲く。両花は、淡い紫色であり、花弁はなく、風媒花である。両花は、同じ樹に就くことがあるが、一般に雌雄異株と同じように雄花のみあるいは雌花のみ咲かせる樹木に分かれる。ある年、雄木だったものが、その翌年には雌木になる。果実は、翼がついた形状（翼果）であり、長さ2.5-4.5cm、幅5-8mmである。それは、冬の間枝にぶら下がっているが、その状態をash key（トネリコの鍵）と呼ばれている。果実が未成熟でまだ緑色の残るうちに採取され種植えされたら、すぐに発芽するが、茶色に成熟してから種植えされたなら18か月は休眠状態で発芽しない。

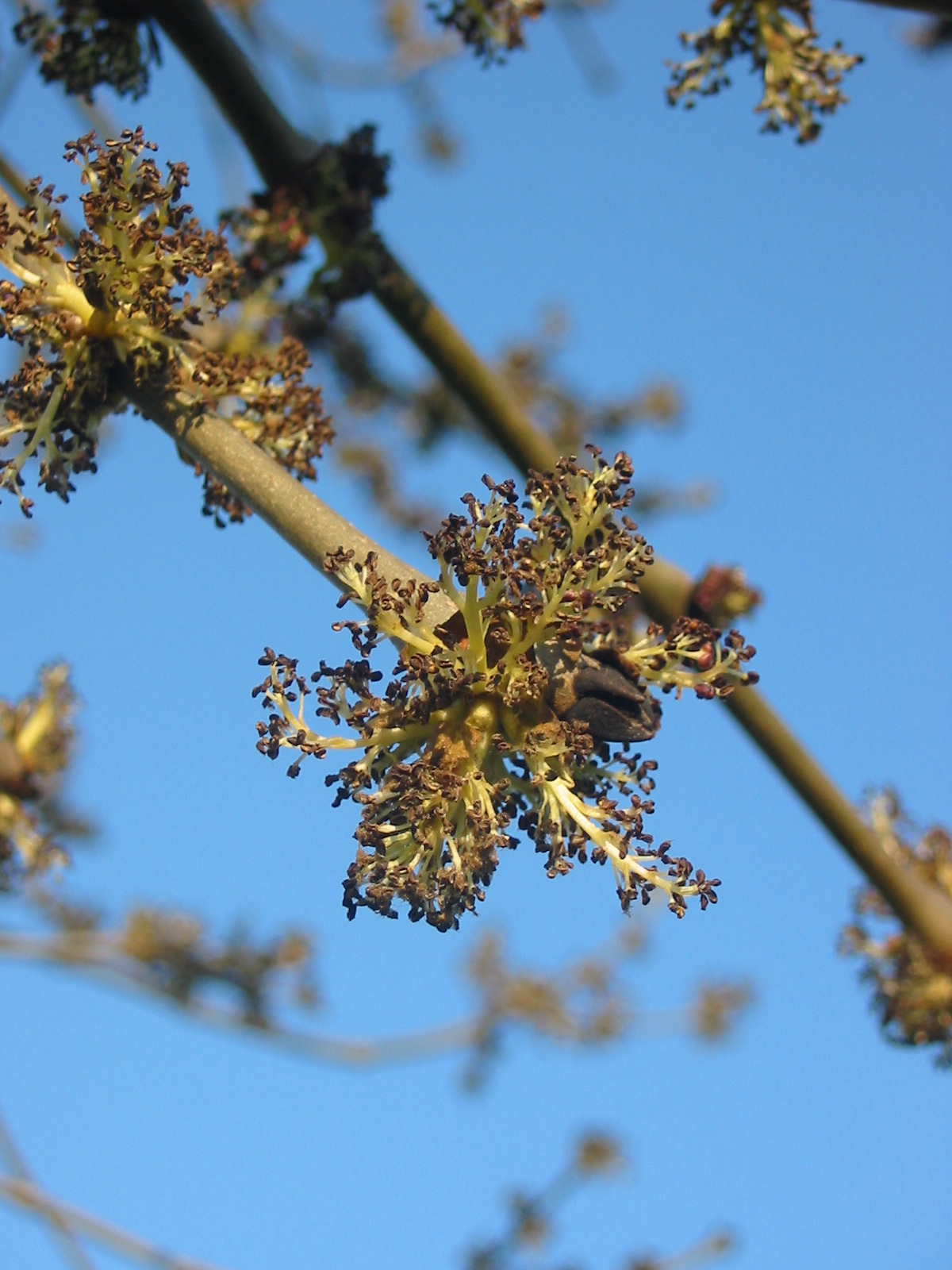
雄花
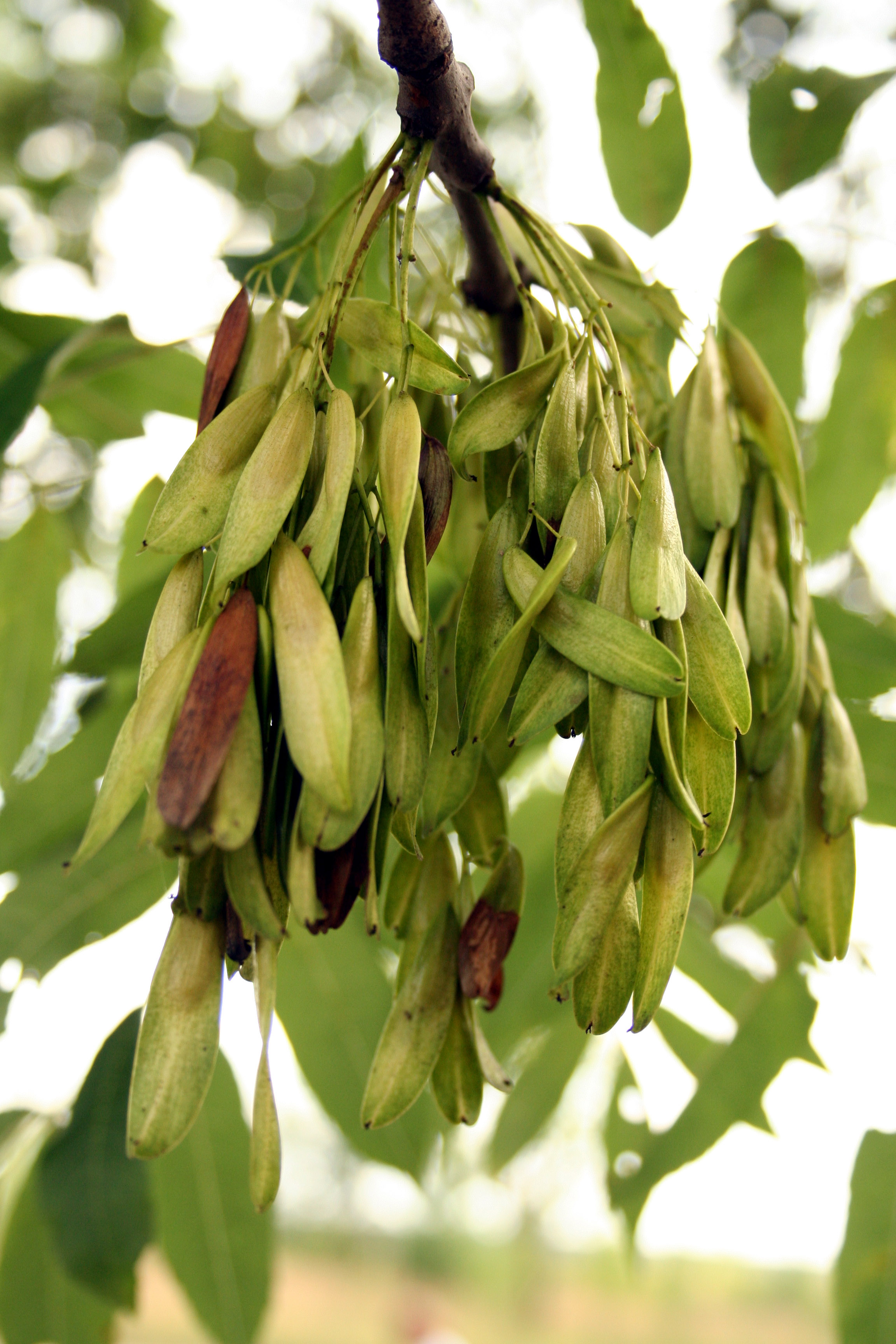
果実

## 生態
セイヨウトネリコは、幅広い土壌で生育するが、特に石灰質を含む土壌でよく見かける。イギリスでもっとも北に生えるセイヨウトネリコは、Wester RossのRassalの石灰岩（北緯57.4278度）に生えている。
多くのチョウの仲間はセイヨウトネリコを食料としている。イギリスではセイヨウトネリコを食料とする数多くの無脊椎動物が見られる。

## ゲノム
セイヨウトネリコのゲノムは、イギリスの二つの科学者集団によって読み取られた。Richard Bugge率いるクイーン・メアリーは、ウスターシャー州 （Worcestershire）にあるアーストラスト（Earth Trust）が管理している樹木を自家受粉して得た標本からゲノム配列を解読した。Allan Downie率いるJohn Innes CentreとThe Gnome Analysis Centerは、デンマークにある「Tree35」から解読した。Tree35は、Erik kjaerにより発見され、トネリコの枯れ込み病のために8年間調査された 。

## 病気
ash dieback病（和名未定）は、ヨーロッパのトネリコ属樹木に大きな被害を与えている病気で2006年に報告された比較的新しい病気である。原因はHymenoscyphus pseudoalbidus（シノニム：Chalara fraxinea）という菌の感染によって引き起こされる。その病気に対するトネリコの抵抗性を調査したところ、ヨーロッパトネリコで抵抗性が見られた。
本種の移入地であるアメリカではアジアから侵入したとみられるアオナガタマムシ（Agrilus planipennis）というタマムシの一種による本種を含む欧米産トネリコ類の枯死が問題になっている。

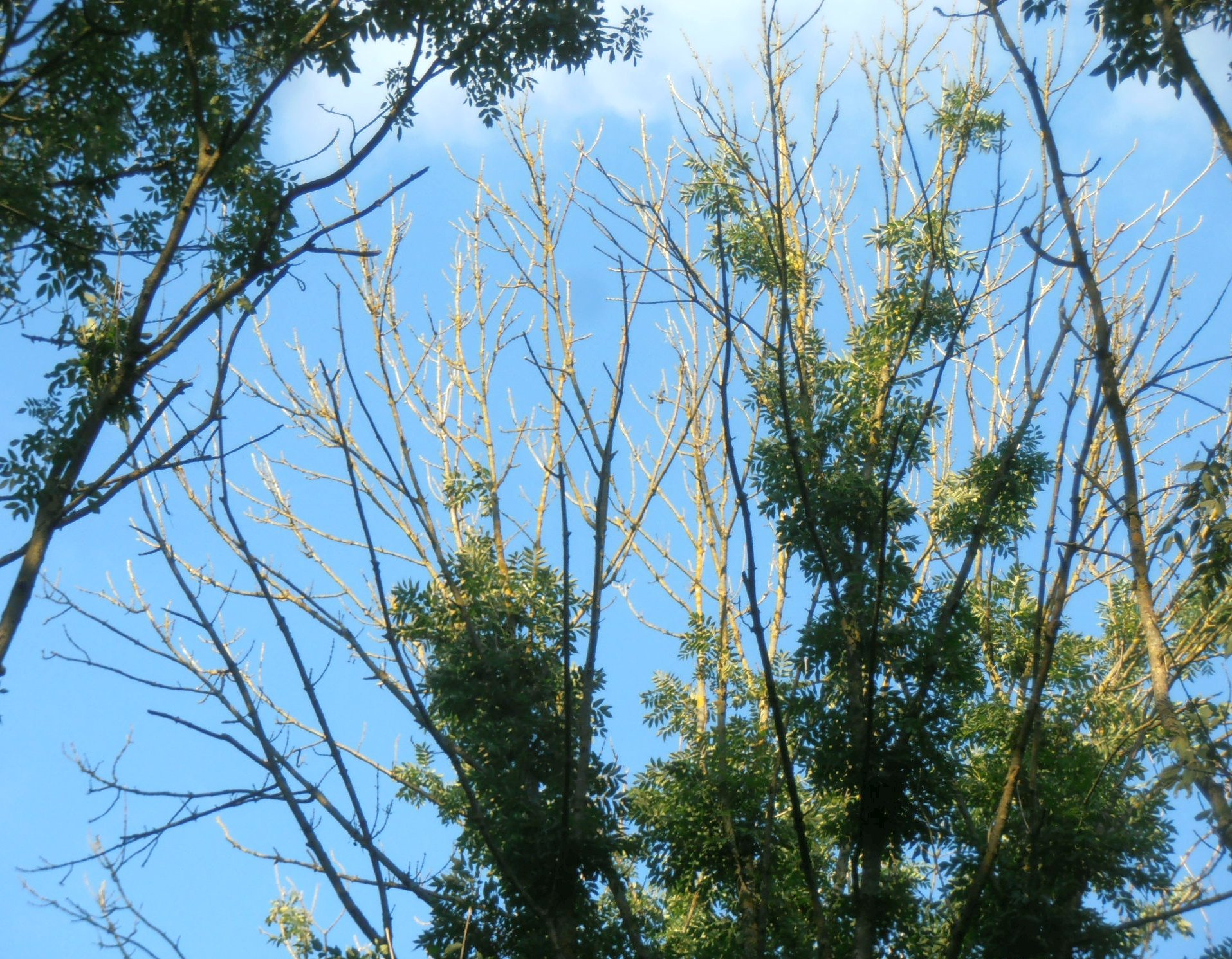
枯れ上がった枝
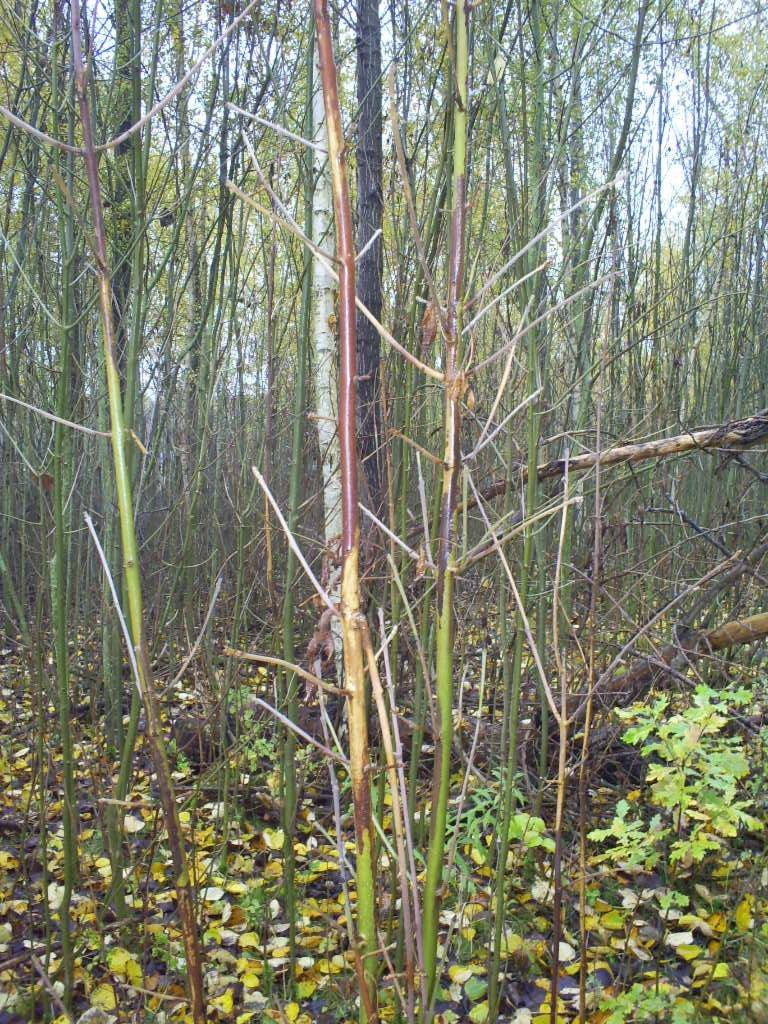
ash dieback病により枯死した若木
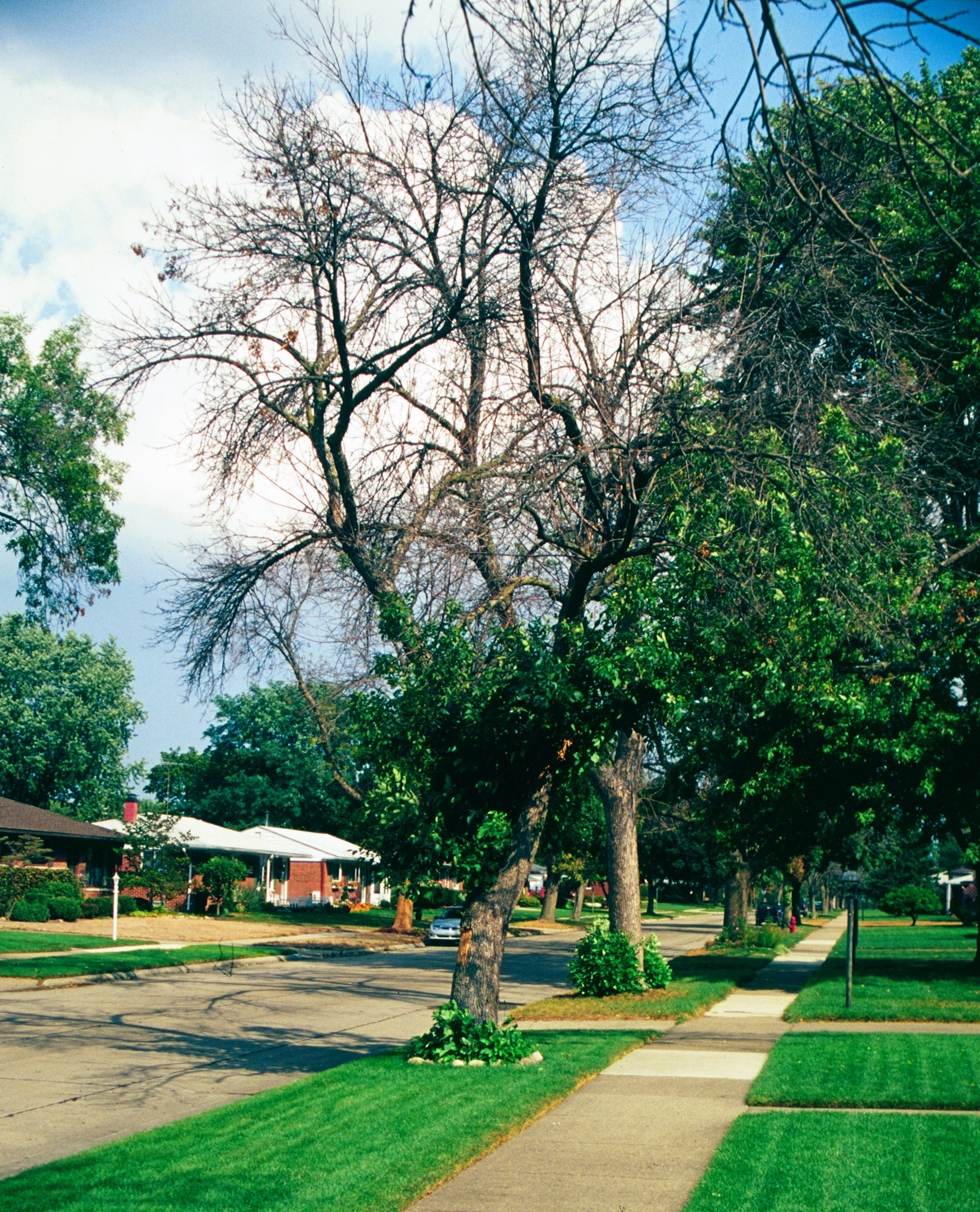
タマムシにより枯死した個体。アメリカ。
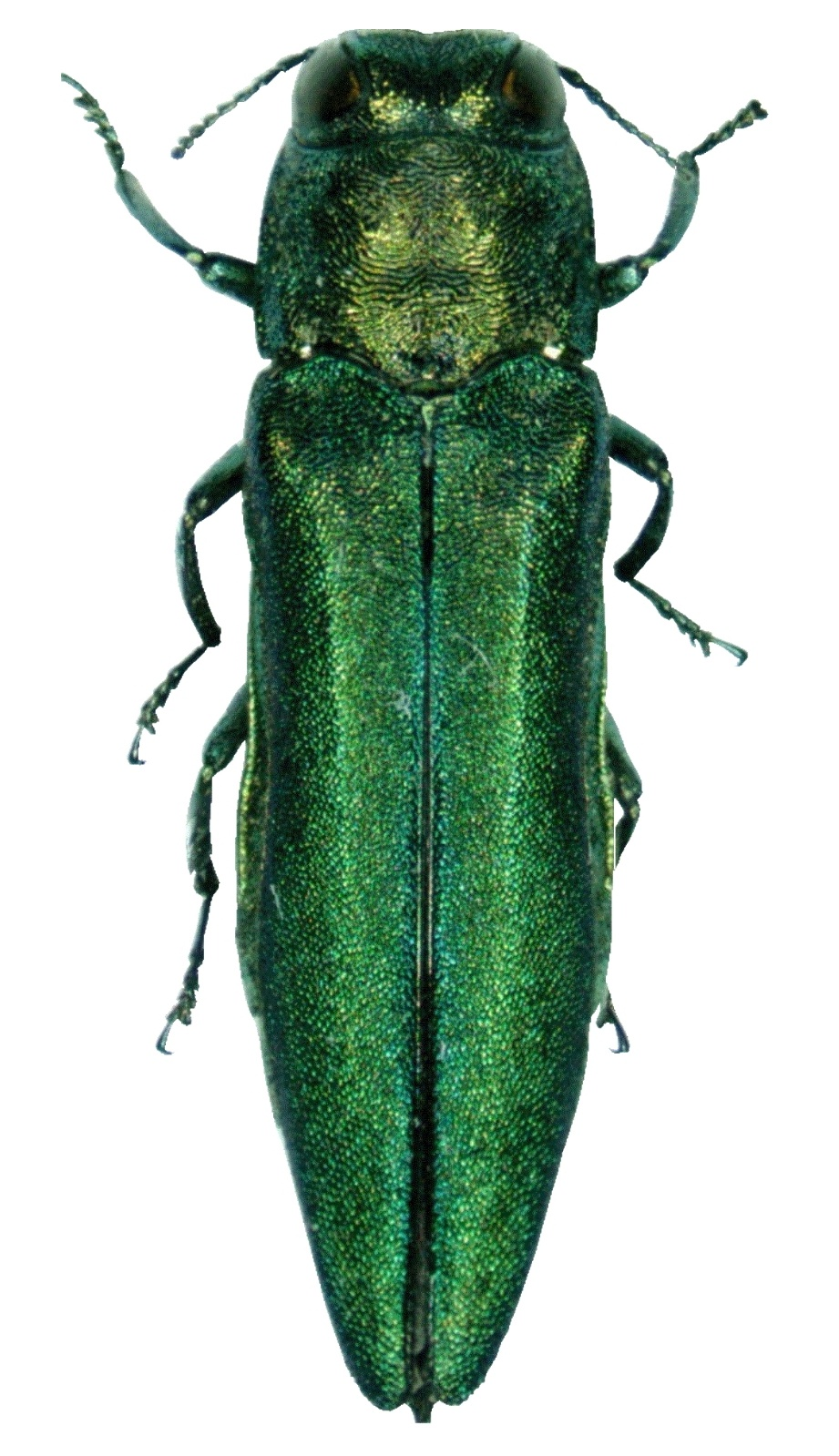
アオナガタマムシ（A. planipennis）

## 利用

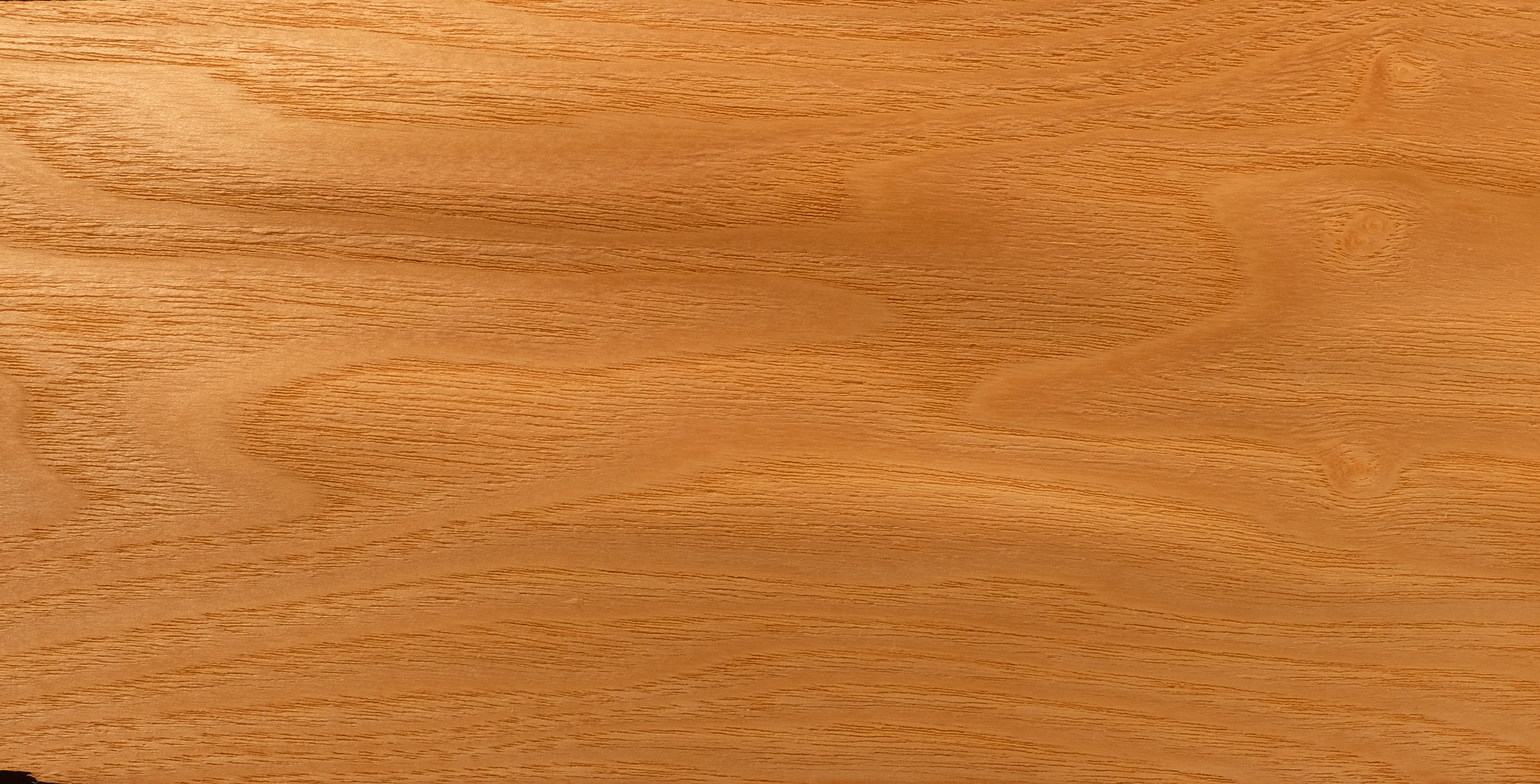
セイヨウトネリコの平板

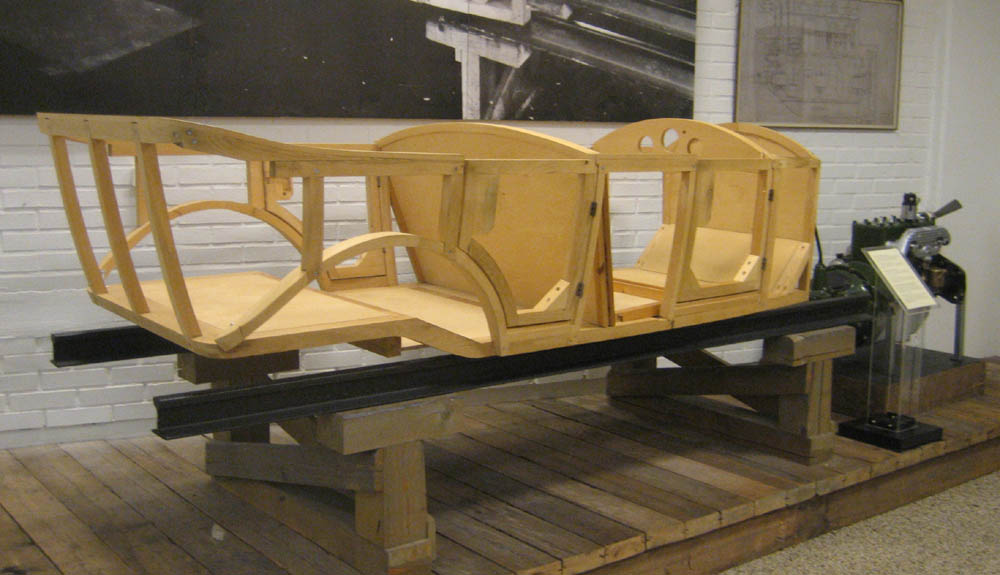
かつて自動車のボディフレームにセイヨウトネリコが使われていた（のボディフレームのレプリカ）

セイヨウトネリコは回復力があり、成長が早いので、小規模な林業者にとって重要な資源である。樹木は約200年間利用される。田舎では用途の広い材木であり、多岐にわたって利用されてきた。第二次世界大戦まで、セイヨウトネリコは10年のサイクルで伐採され、燃料源、建物の柱、木工品として利用された。材木の色はクリーム色のような白色からライトブラウンまであり、心材はオリーブのような暗茶色である。セイヨウトネリコの木材は固く丈夫であり、耐久力が大いにある。木目は粗く、密度は1立方メートルあたり710kgである。しかし、オークより腐敗しやすいため、建物の土台に打つこむ杭としては安定性に欠ける。セイヨウトネリコの木材は曲げやすく、しなやかで衝撃に強いため、弓、ハンマーの柄などの持ち手、テニスラケット、ホッケーのスティックに使われた。初期の飛行機のフレームにも使われた。
セイヨウトネリコは、生木でもよく燃えるので、薪として利用される。また、生垣としても利用され、イギリスにある地方では頭の高さにまで切られた多数の枝をもつトネリコが見られる。ノーサンバーランドでは、セイヨウトネリコから作られたカニ、ロブスターの罠かご（creeever）が使われている。セイヨウトネリコは弾力性があるため杖として使われている。丸棒の端を蒸気で蒸して万力によって持ち手を形成する。明るい色のものはモダンな家具の材料として人気が有る。

## 神話
アイスランドのスノッリ・ストゥルルソンは、その著書「スノッリのエッダ」にて、北欧州神話に登場する世界の軸であり支柱である巨大なトネリコであるユッグドラシルについての有名な記述を残している。

## 栽培品種

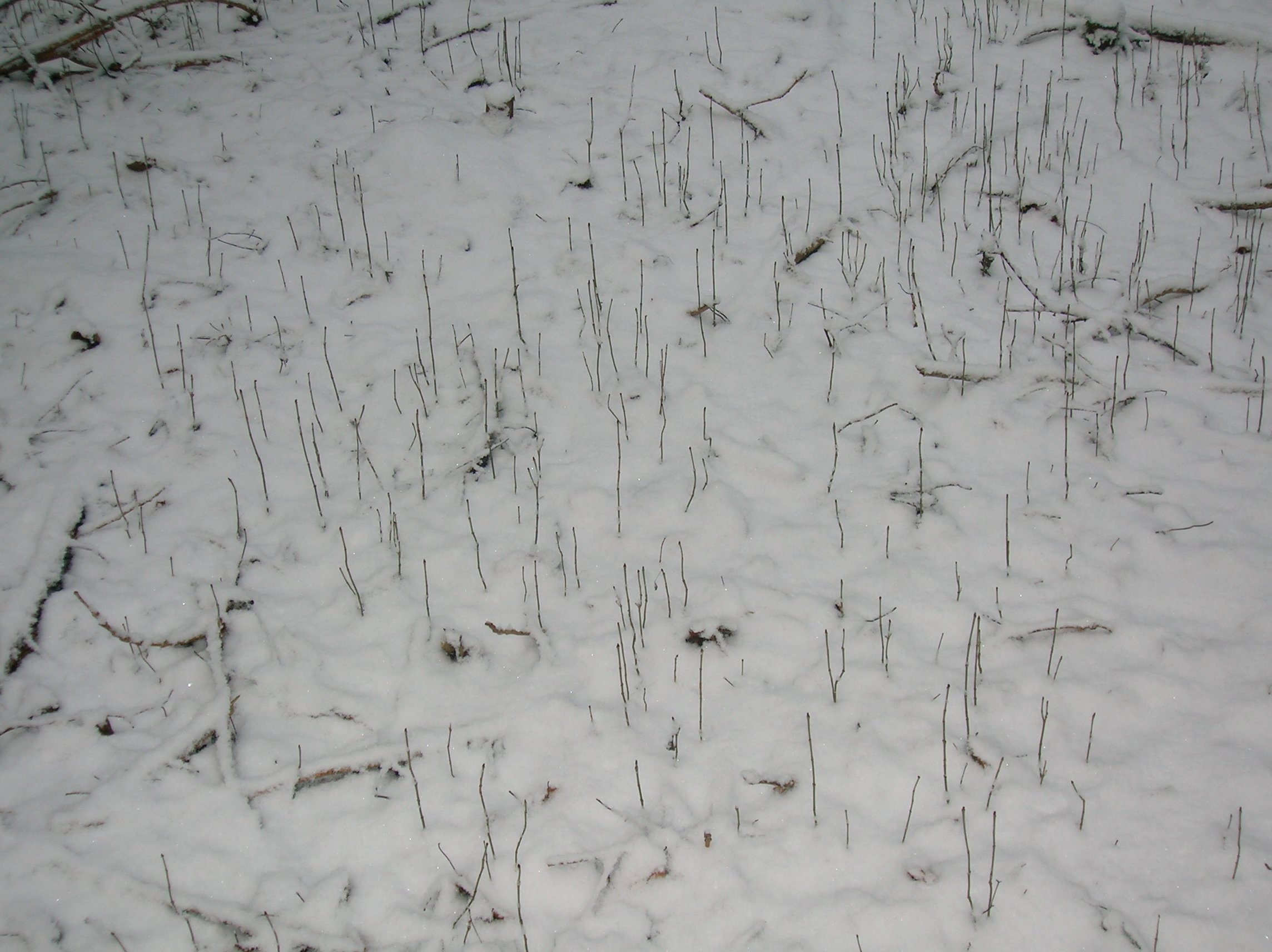
セイヨウトネリコの幼木

- Fraxinus excelsior 'Aurea'
- Fraxinus excelsior 'Aurea Pendula' (枝垂れる特徴がある)
- Fraxinus excelsior 'Autumn Blaze'
- Fraxinus excelsior 'Autumn Purple'
- Fraxinus excelsior 'Crispa'
- Fraxinus excelsior 'Diversifolia'
- Fraxinus excelsior 'Erosa'
- Fraxinus excelsior 'Jaspidea'
- Fraxinus excelsior 'Monophylla'
- Fraxinus excelsior 'Nana'
- Fraxinus excelsior 'Pendula' (枝垂れる特徴がある)
- Fraxinus excelsior 'Skyline'.

## 画像

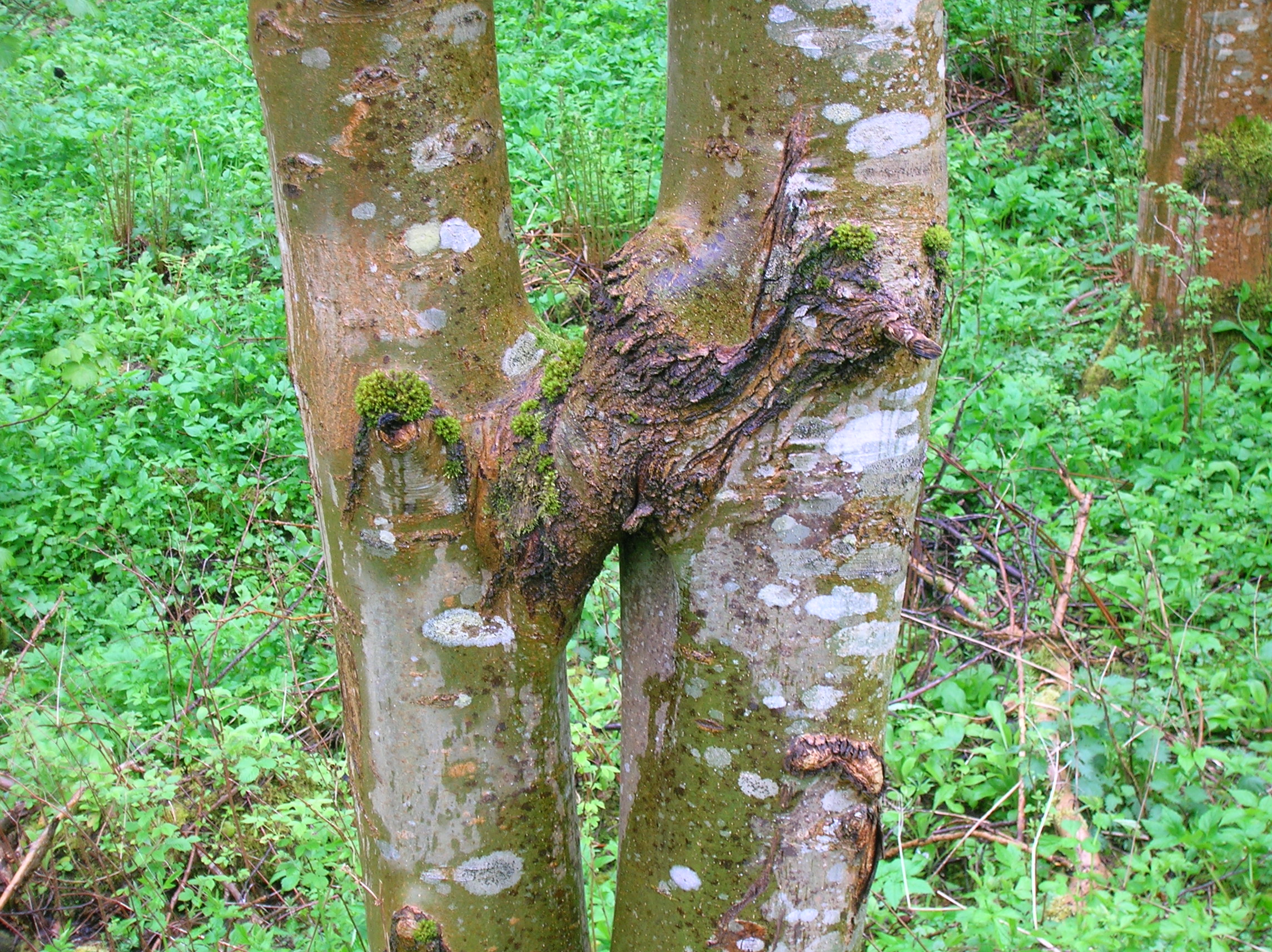
お互いに融合した2樹のセイヨウトネリコ
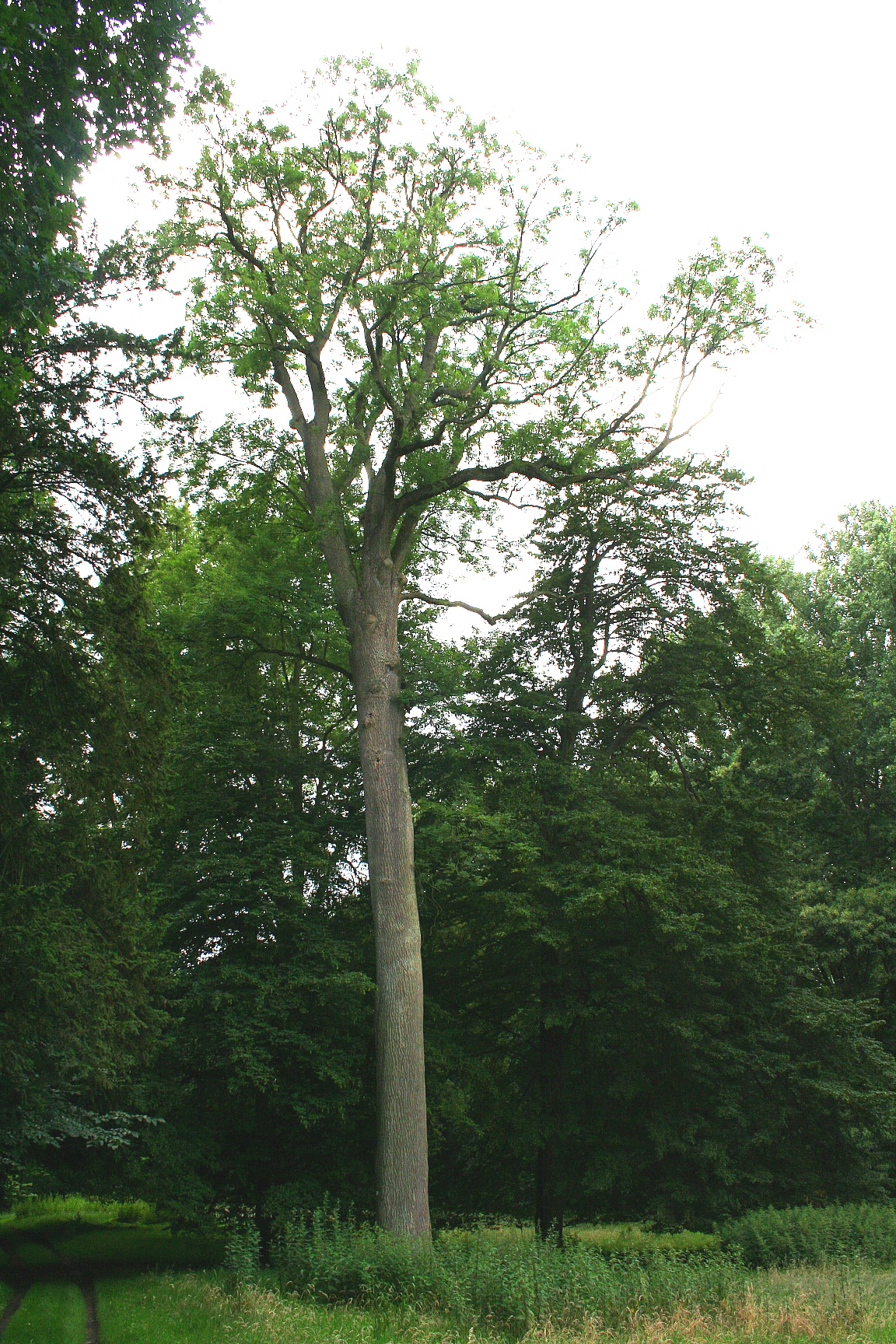
ベルギーにある樹高46mのセイヨウトネリコ
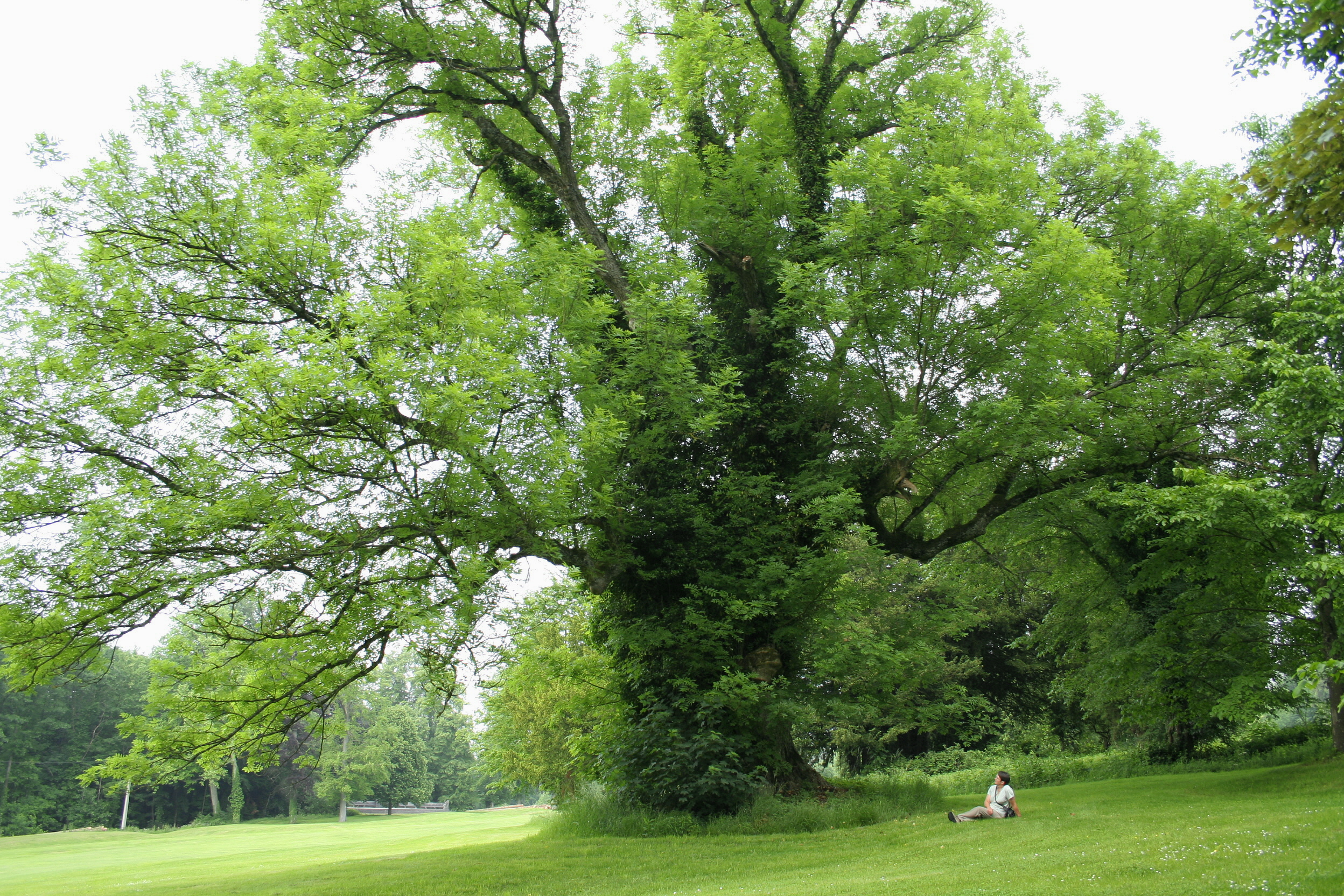
ベルギーのセイヨウトネリコ
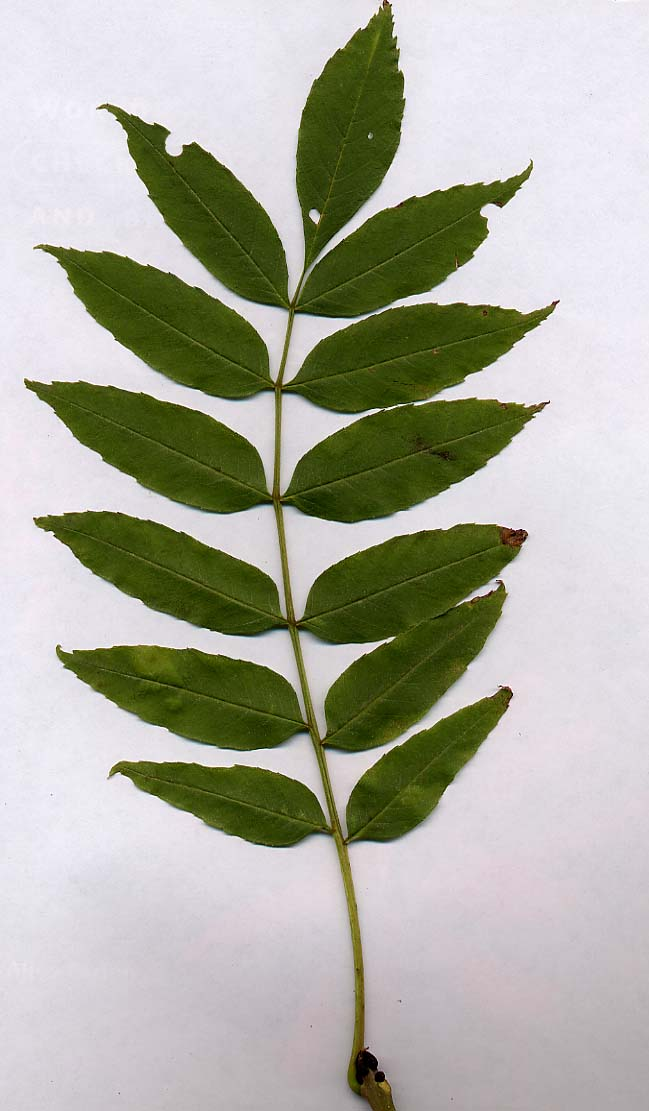
葉と新梢。黒色の芽が見られる
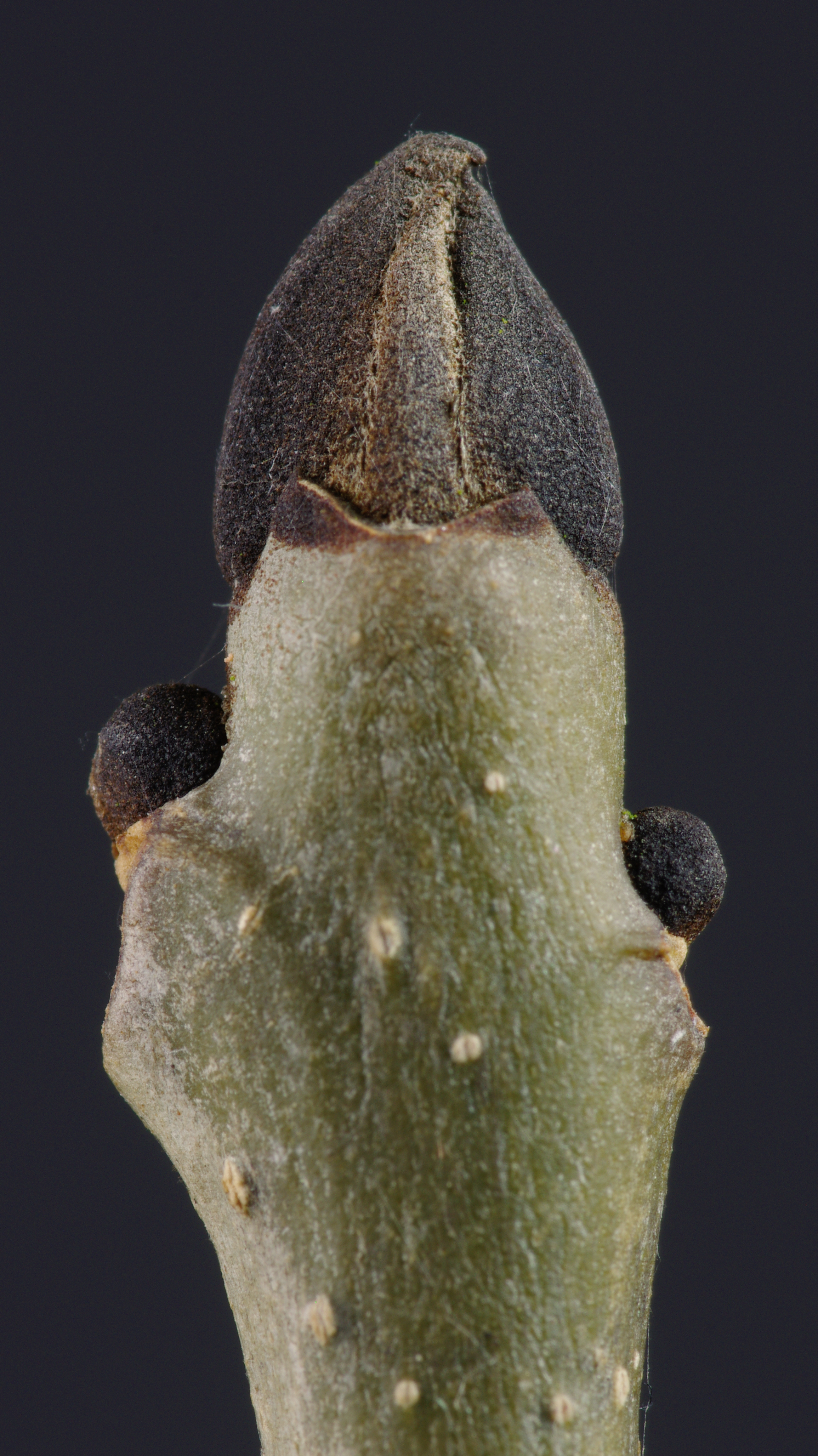
芽
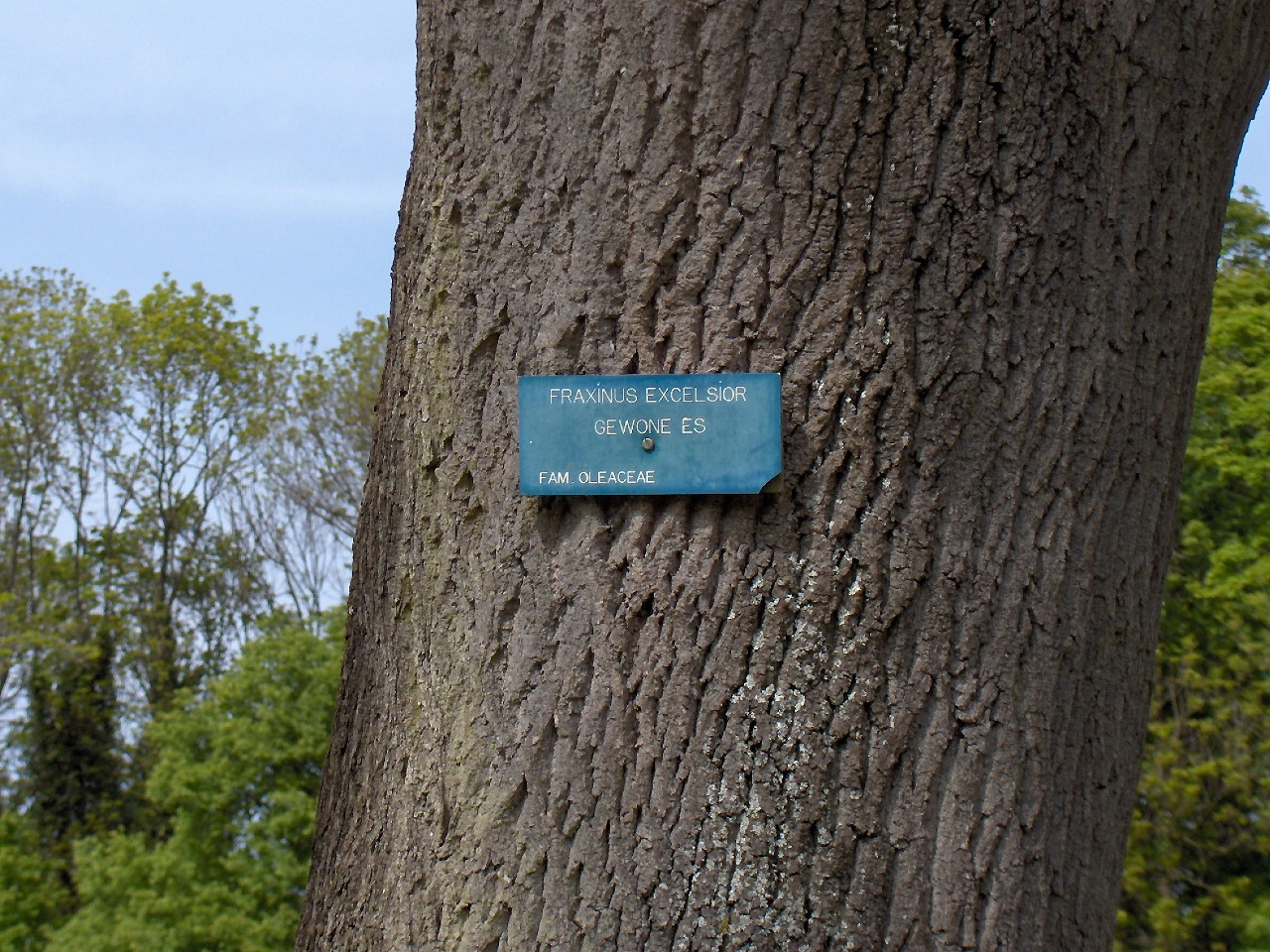
樹皮

### 広葉樹の重要病害
- ニレ立枯病（オランダニレ病） - ヨーロッパ、およびアメリカで蔓延するニレの病気で樹木の世界三大病害に数えられる。原因菌はアジア地域原産と見られている。
- クリ胴枯病 - アメリカを中心に蔓延するクリの病気で同じく樹木の世界三大病害に数えられる病気。原因菌はアジア地域原産と見られている。
- ナラ枯れ - 日本で蔓延するブナ科樹木の病気。この病気の原因菌の近縁種は世界各地で色々な樹木の病原となっていることが近年明らかになってきた。
- Sudden oak death病（和名未定）  - アメリカ西海岸で蔓延するブナ科樹木の病気。